# Ursula St. Barbe
Ursula St. Barbe (død 18. juni 1602) var datter af Henry St. Barbe og Francis Walsinghams andre kone.
Hun var først gift med sir Richard Worsley, som var kaptajn på Wight.
Efter Woreleys død gifter hun sig i 1566 med Francis Walsingham, som var Elizabeth Is efterretningschef. De fik to døtre, Frances og Mary; sidstnævnte døde som barn. 
Mens Walsingham var ambassadør til Frankrig i 1572 fandt Bartholomæusmassakren sted. Parret tog flygtende huguenotter ind i sit hjem i Paris. Så snart det var trygt at rejse drog hun hjem til England sammen med datteren.
Parret blev genforenet i England i april 1573.